# PT-10
La voie rapide PT-10 est une autoroute urbaine espagnole en projet qui va pénètrer Puertollano par le nord en venant de Ciudad Real.
Elle va doubler la N-420 jusqu'au centre ville.
Elle reliera l'A-41 à la rocade nord-est (en projet) de la ville (PT-11)

## Tracé
- Elle va prolonger l'A-41 à hauteur de Argamasilla de Calatrava, elle va ensuite croiser la future rocade nord-est (PT-11) avant de se terminer sur l'Avenue de Almaden.